# Pisaster brevispinus

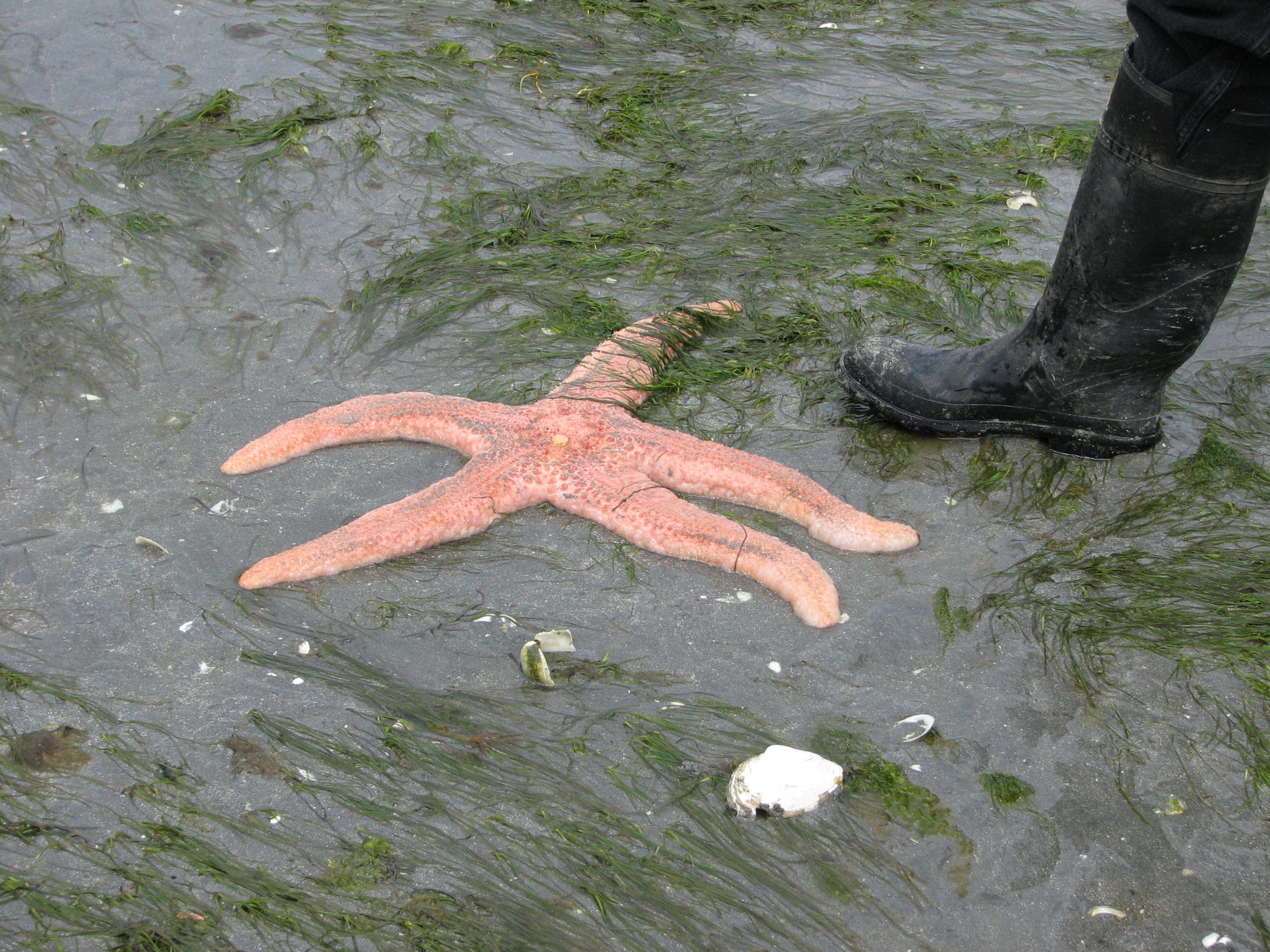
Pisaster brevispinus und menschlicher Fuß

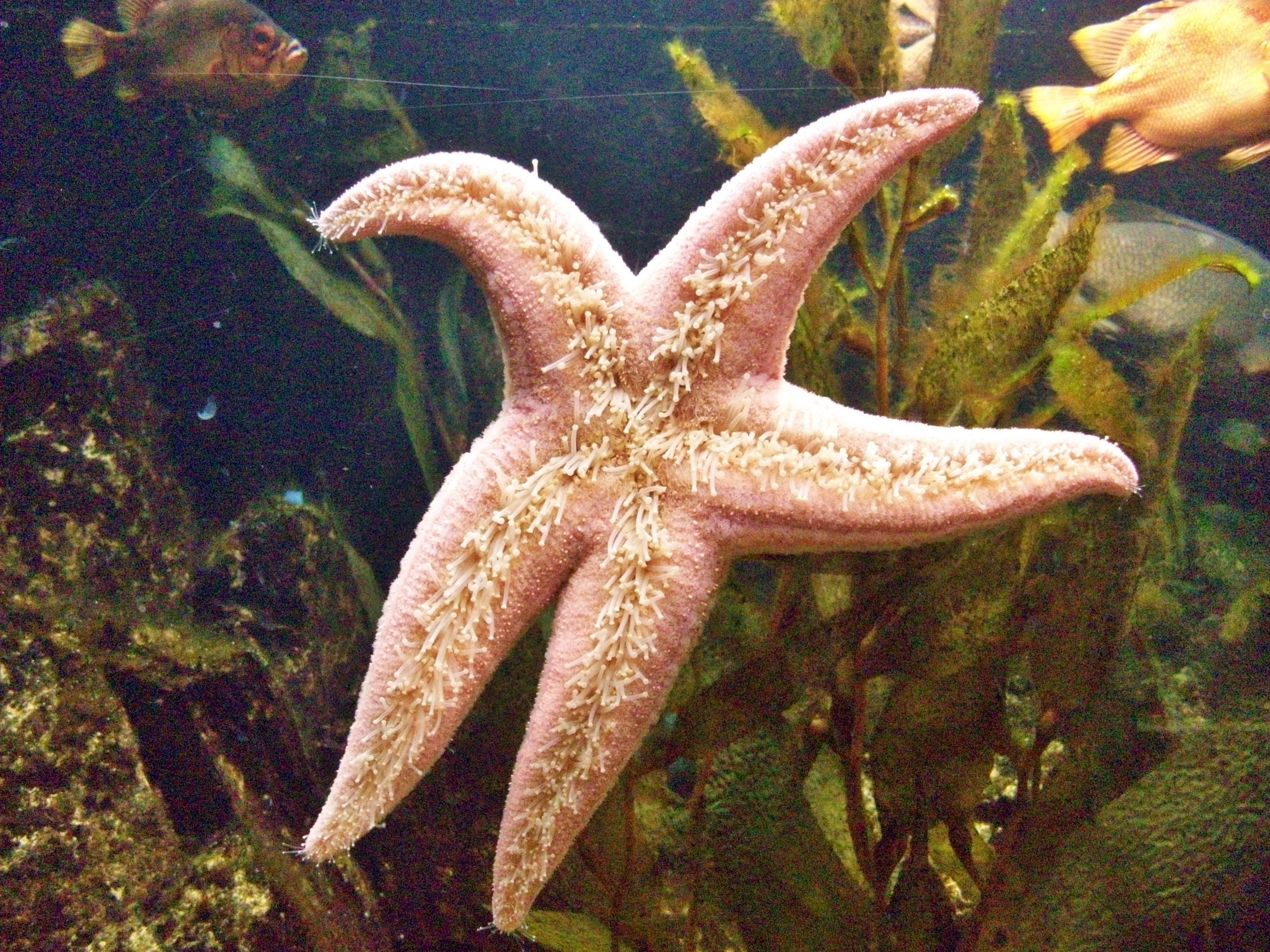
Unterseite von Pisaster brevispinus

Pisaster brevispinus ist eine Art der Seesterne aus der Ordnung der Zangensterne (Forcipulata), die an der nordamerikanischen Pazifikküste heimisch ist.

## Merkmale
Pisaster brevispinus kann einen Durchmesser von etwa 60 cm und eine Körpermasse von bis zu 1 kg erreichen. Die Stacheln an seiner Oberseite sind weniger als 2 mm lang. Sein Körper ist weich und biegsam. Sein Magen kann etwa 8 cm weit ausgestülpt werden.

## Fortpflanzungszyklus
Wie andere Seesterne ist Pisaster brevispinus getrenntgeschlechtlich. Weibchen und Männchen kommen in Gruppen zusammen und entlassen ihre Keimzellen gleichzeitig ins freie Meerwasser, wo die Eizellen von den Spermien befruchtet werden. Auf den besamten Eiern gehen als Plankton lebende Bipinnaria-Larven hervor, die sich von Phytoplankton ernähren. Im darauf folgenden Stadium der Brachiolaria bilden die Larven ein Primordium, heften sich an festes Substrat und metamorphosieren zu einem kleinen Seestern, wofür sie etwa 2 Tage brauchen.

## Verbreitung und Vorkommen
Pisaster brevispinus ist entlang der nordamerikanischen Pazifikküste von Sitka (Alaska) bis Santa Barbara in Kalifornien häufig. Da er Trockenheit schlecht verträgt, lebt er unterhalb der Gezeitenzone bis in Tiefen von 180 m und ist nur bei sehr niedrigen Wasserständen gelegentlich über Wasser zu sehen. Hier ist er auf sandigen und schlammigen Untergründen zu finden, jüngere Exemplare auch an Felsen und Pfählen.

## Ernährung
Pisaster brevispinus ernährt sich als Räuber von Seeigeln (Sanddollars: Dendraster excentricus) und Muscheln (Saxidomus, Protothaca), die er aus dem sandigen Substrat ausgräbt. Hierzu kann er die Saugfüßchen neben seinem Mund etwa 20 cm ins Sediment ausfahren. Darüber hinaus frisst er Röhrenwürmer und weitere auf festen Substraten lebende Tiere wie Miesmuscheln (Mytilus californianus), Austern (Crassostrea gigas) und Seepocken (Balanus, Tetraclita, Mitella). Als Beutetiere wurden außerdem Spritzwürmer der Gattung Phascolosoma, Herzmuscheln (Cardium), Trogmuscheln (Tresus) und Zwergolivenschnecken (Olivella biplicata) beobachtet. Als Aasfresser ernährt er sich auch von toten Fischen und Kopffüßern.